# Els Plans de Sió
Els Plans de Sió ist eine spanische Gemeinde (municipio) mit 512 Einwohnern (Stand: 2024) im Nordosten Kataloniens. Die Gemeinde besteht aus den Ortschaften L’Aranyó, El Canós, Concabella, Hostafrancs, Mont-roig, Montcortès de Segarra, Muller, Les Pallargues, Pelagalls, Ratera und Sisteró. Der Verwaltungssitz befindet sich in Les Pallargues. Die Kommunen Les Pallargues und Arañó wurden 1974 zur heutigen Gemeinde zusammengeschlossen.

## Geographie
Els Plans de Sió liegt etwa 45 Kilometer ostnordöstlich von Lleida und etwa 80 Kilometer nordwestlich von Barcelona in einer Höhe von ca. 395 m.

## Einwohnerentwicklung
| 1981 | 1991 | 2001 | 2011 | 2021 |
| ---- | ---- | ---- | ---- | ---- |
| 791  | 671  | 578  | 559  | 503  |

## Sehenswürdigkeiten
- Reste der Burganlage von L’Aranyo
- Reste der Burganlage von Concabella
- Burganlage von Les Pallargues
- Burg von Montescortès
- Burganlage von Ratera
- Wehrhaus von Hostafrancs
- Bartholomäuskirche in Hostafrancs
- Jakobskirche in El Canós
- Marienkirche in Mont-roig
- Annenkirche in Montcortès
- Kirche Mariä Himmelfahrt in L’Aranyo
- Salvatorkirche in Concabella
- Stephanuskirche in Pelagalls
- Laurentiuskapelle in Ratera
- Magdalenenkapelle in Les Pallargues
- Marienkapelle in El Bellivar
- Peterkapelle in Muller
- Rochuskapelle in Mont-roig
- Salvatorkapelle in Les Pallargues
- Vinzenzkapelle in Concabella

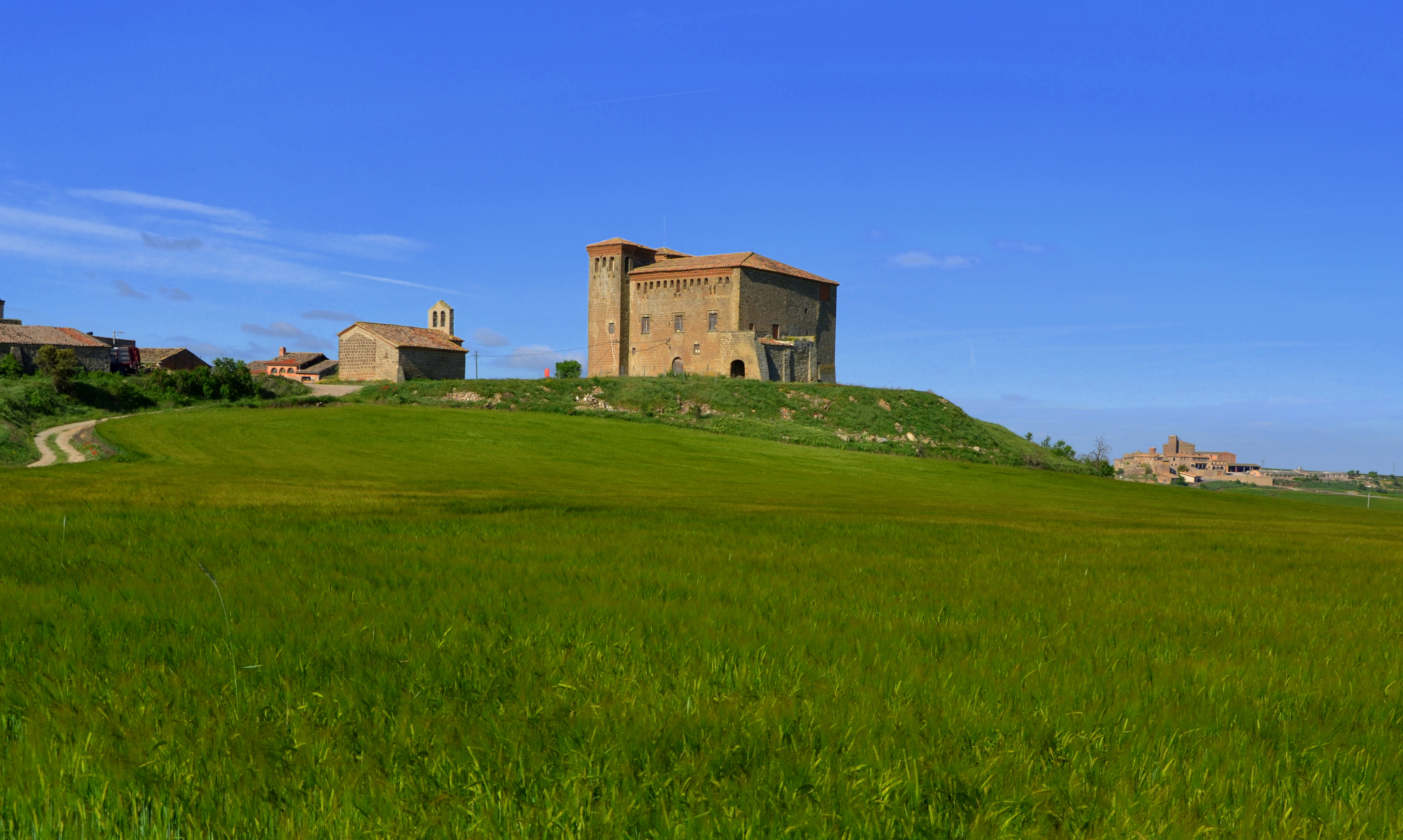
Reste der Burganlage von L’Aranyo
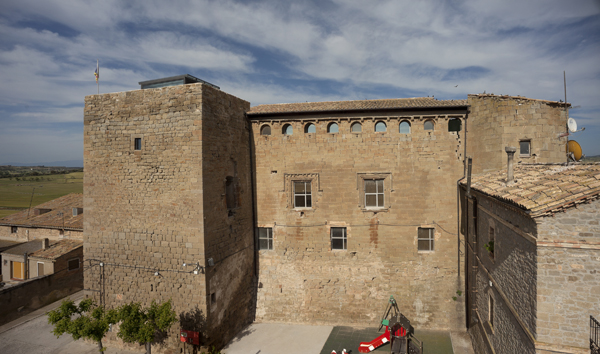
Reste der Burganlage von Concabella
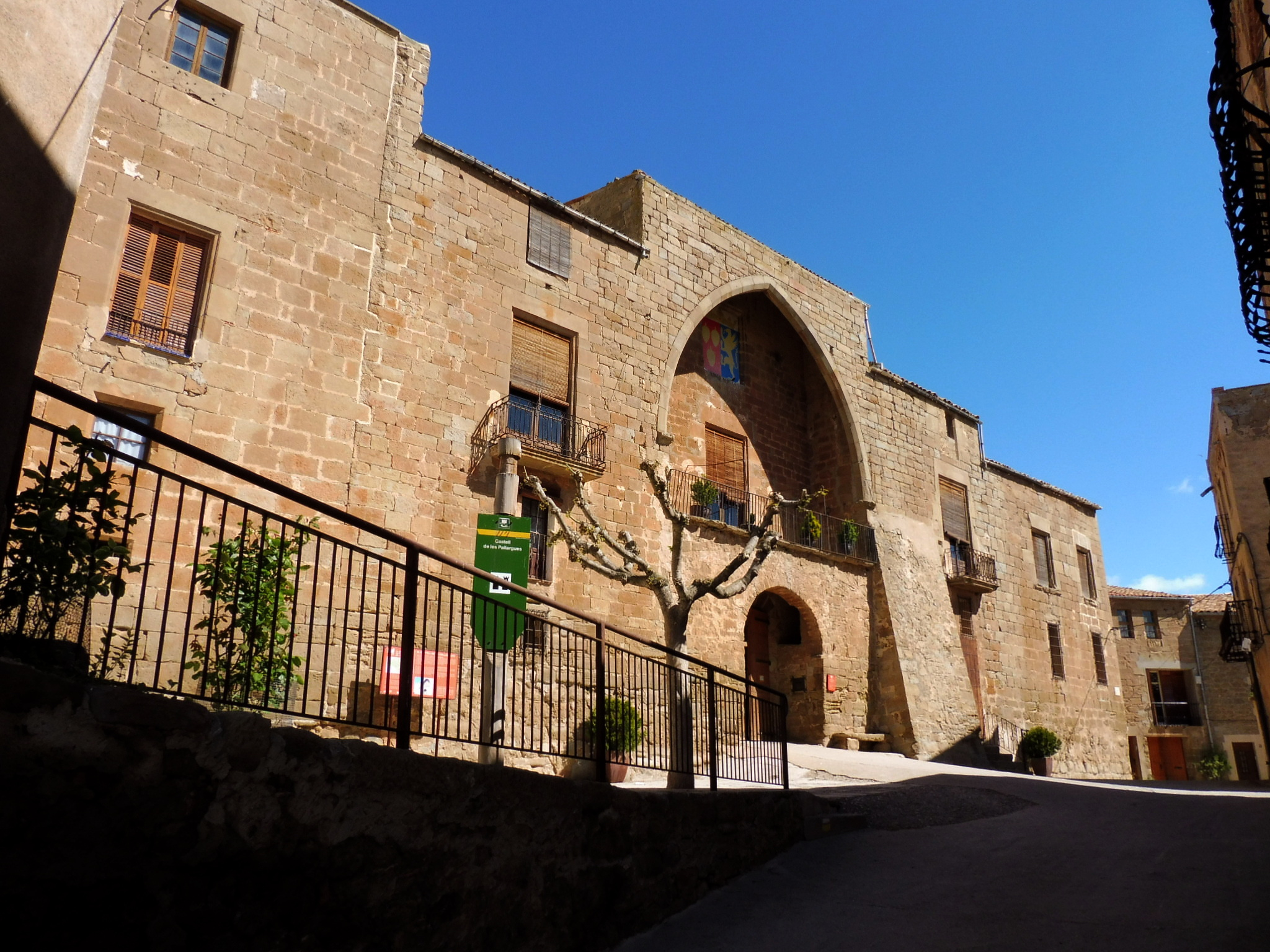
Burganlage von Les Pallargues
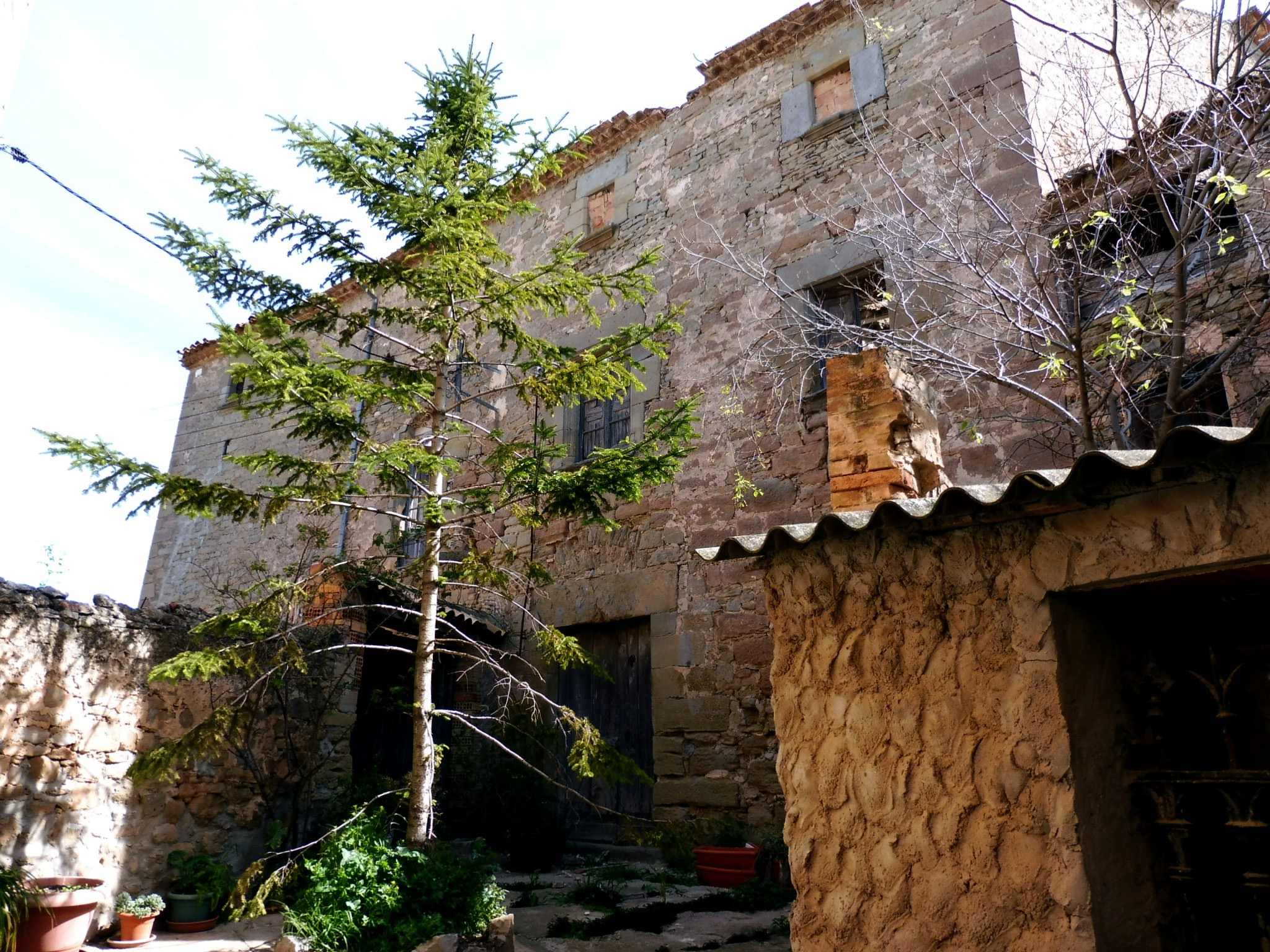
Wehrhaus von Hostafrancs
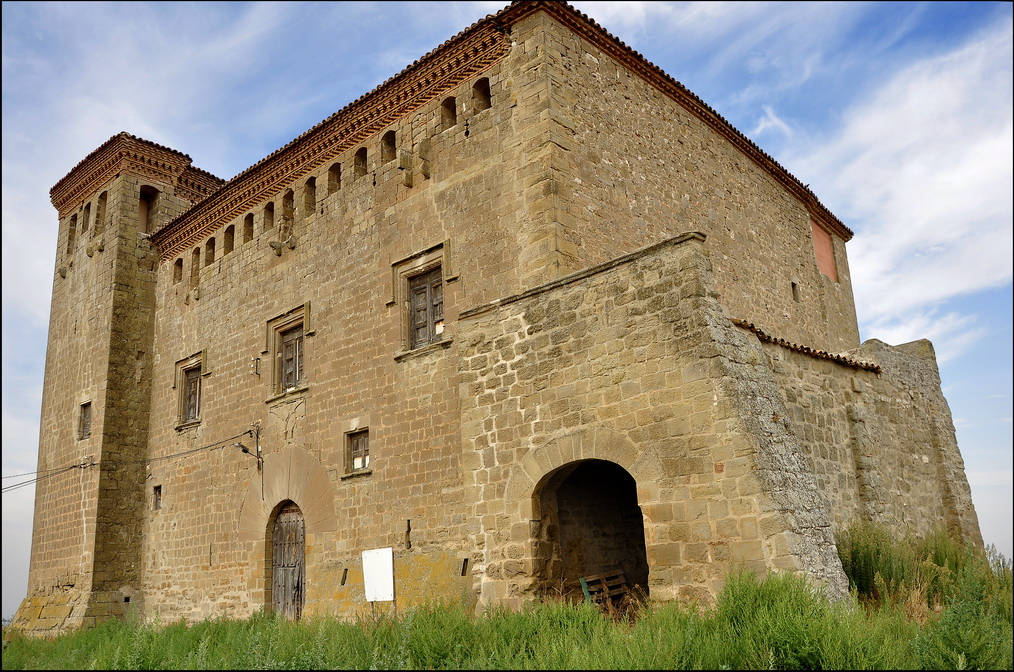
Burg von Montescortès
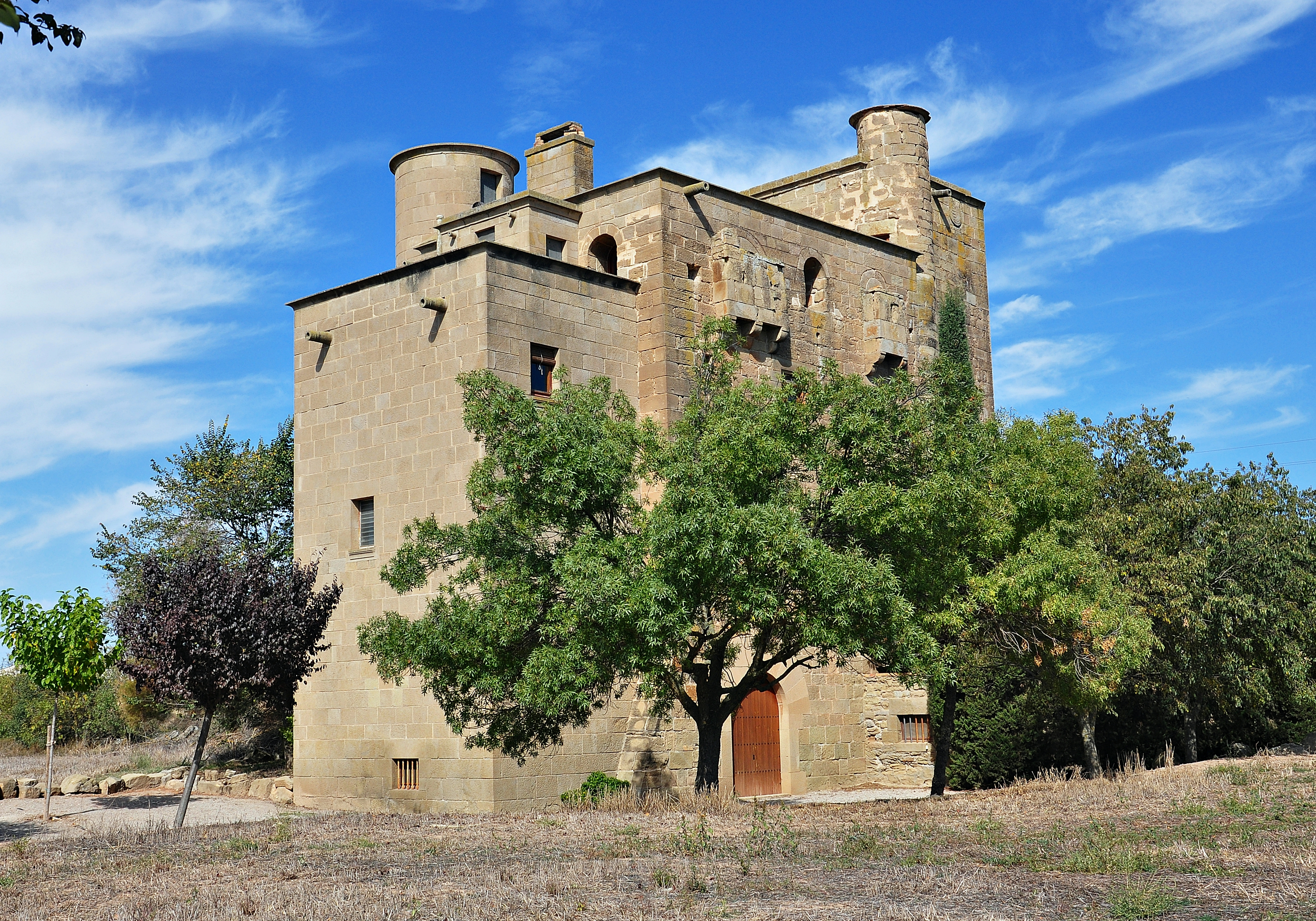
Burganlage von Ratera
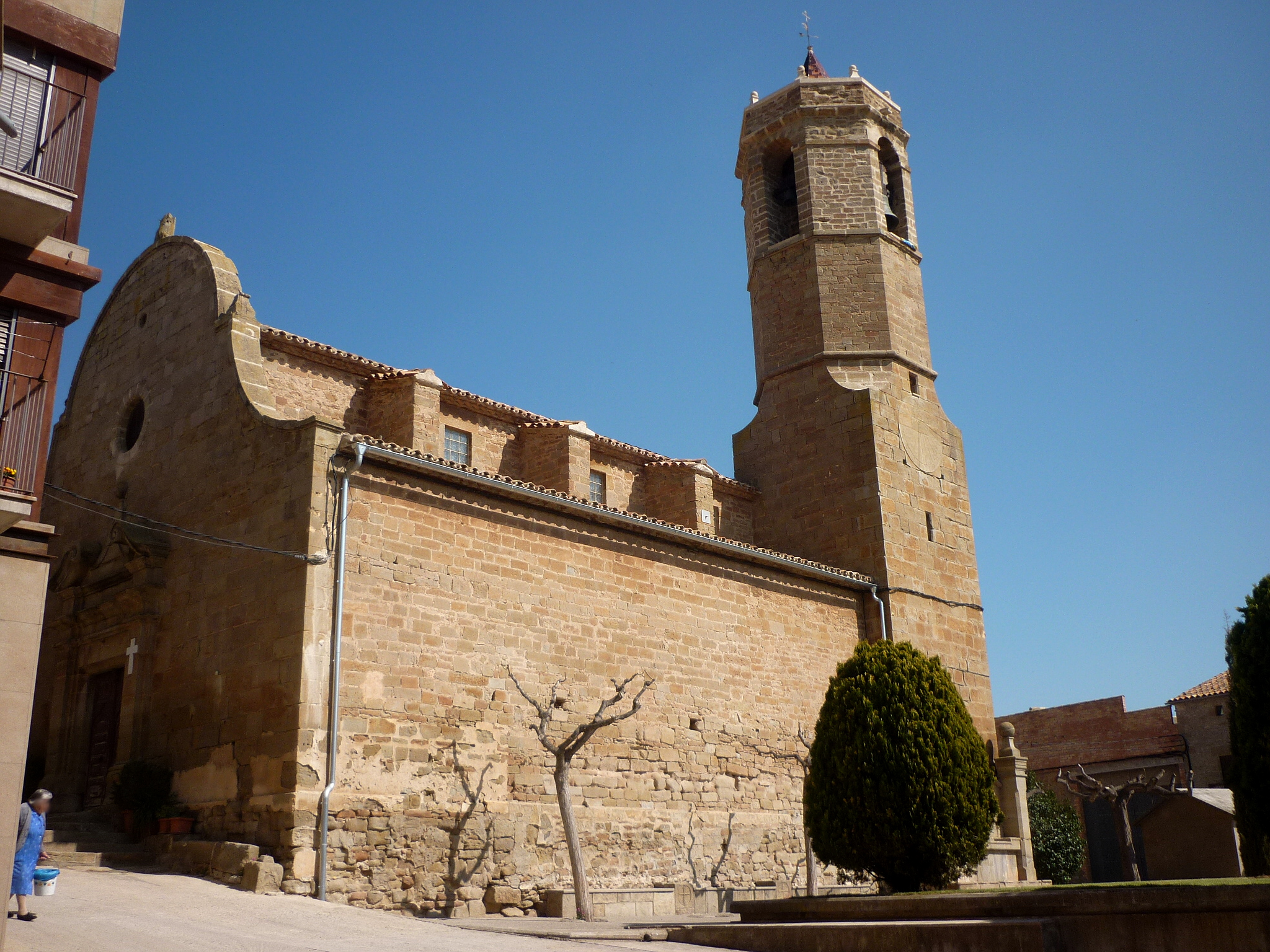
Bartholomäuskirche
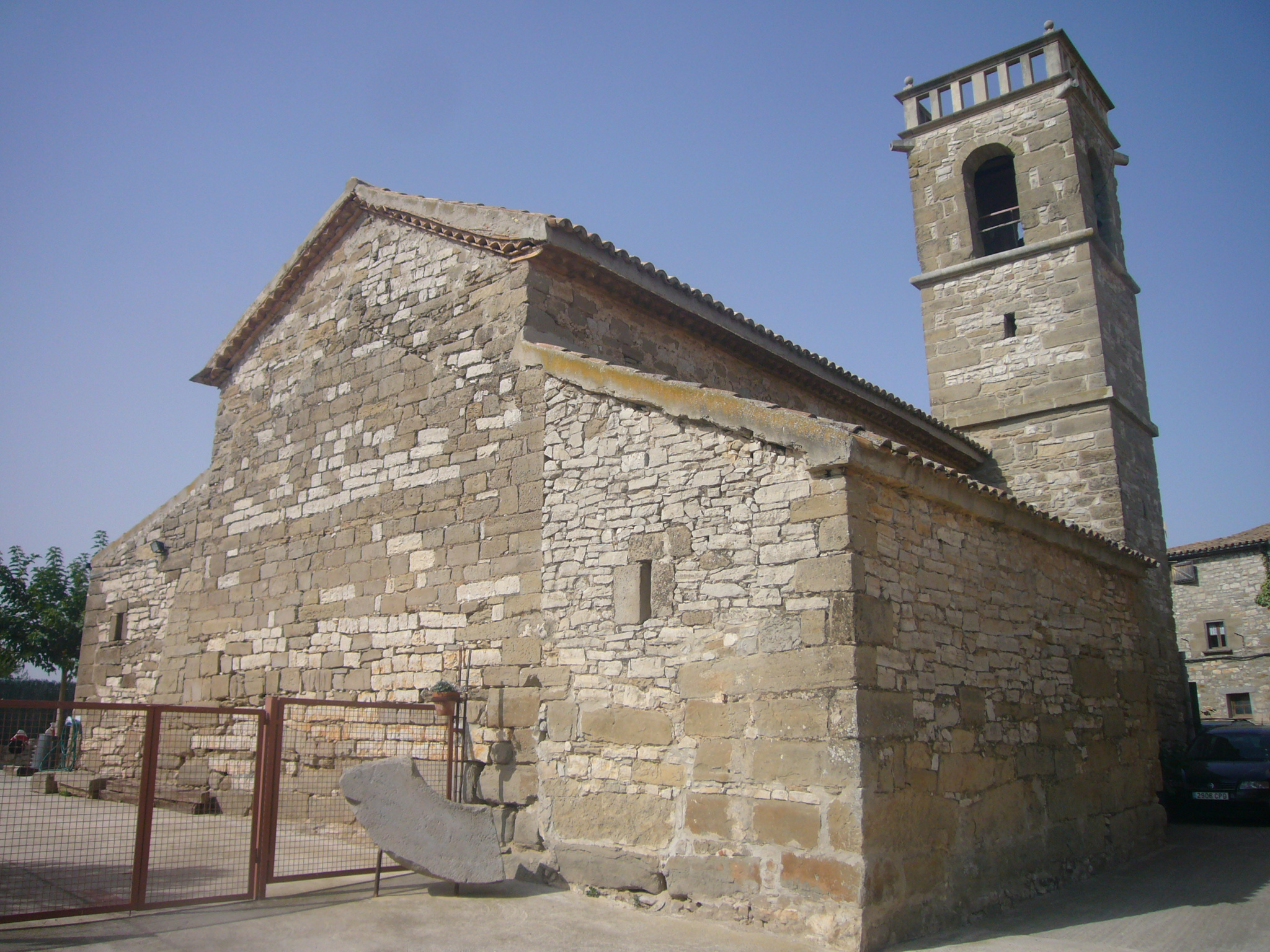
Jakobskirche
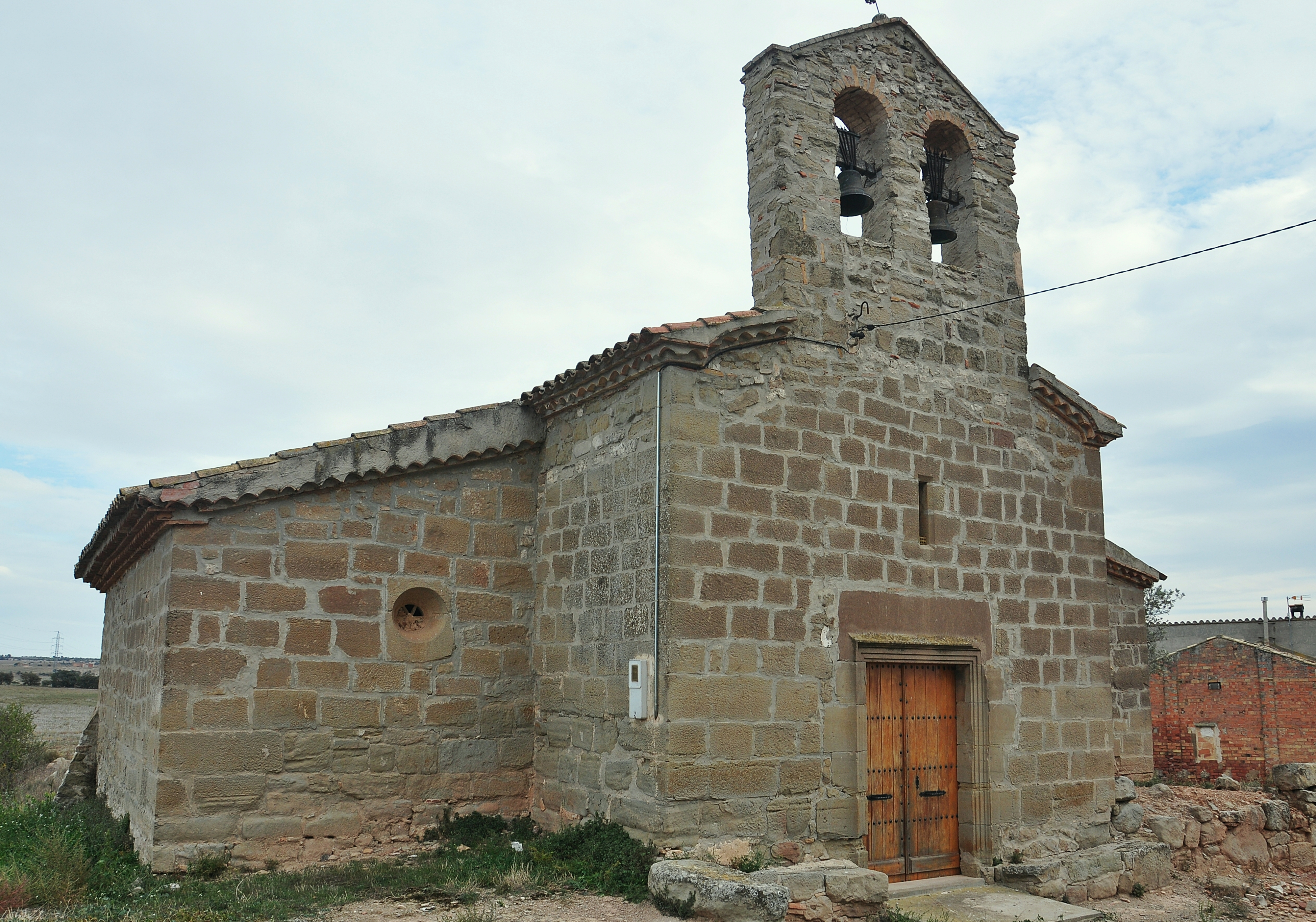
Annenkirche
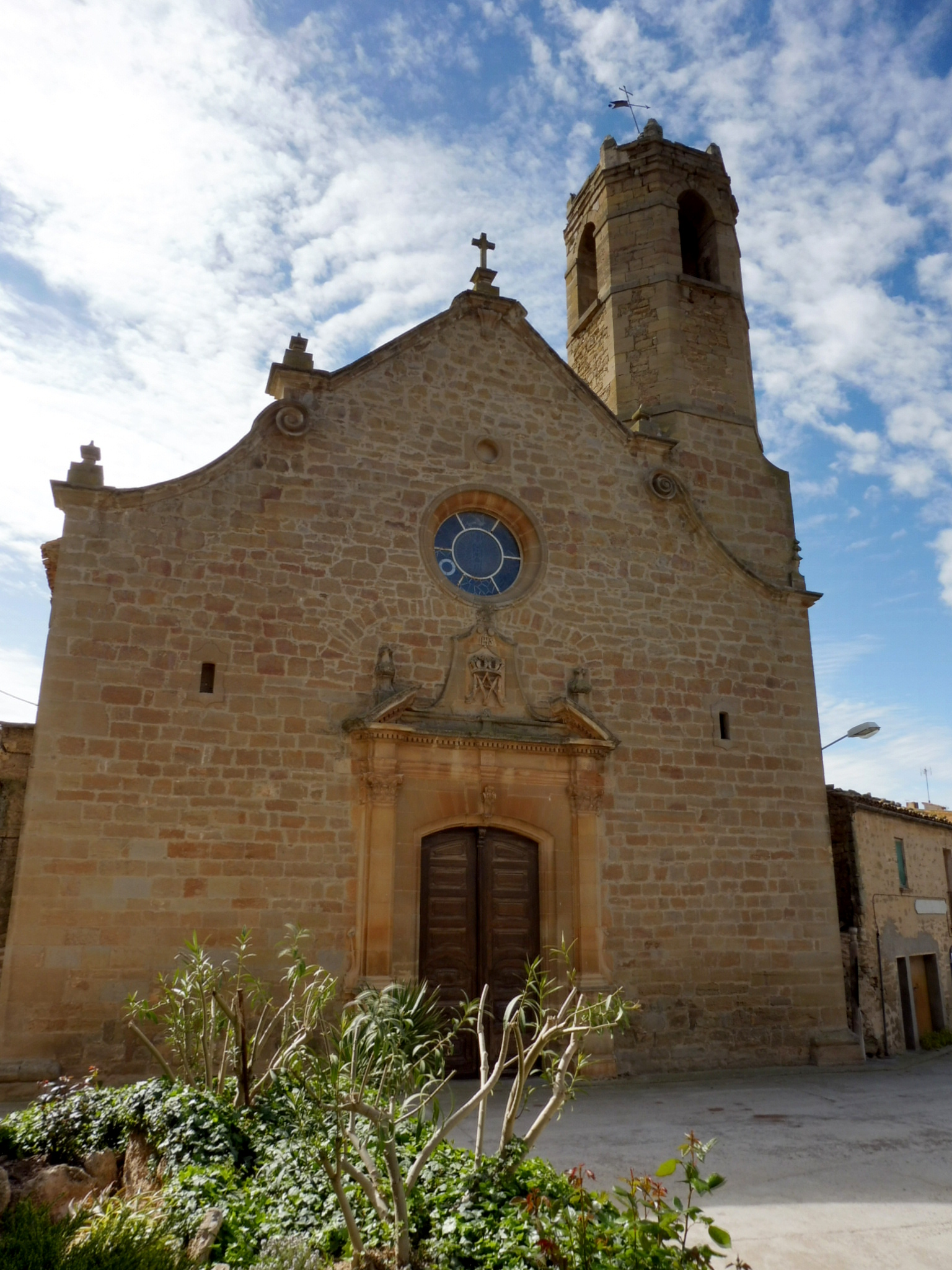
Marienkirche in Mont-roig
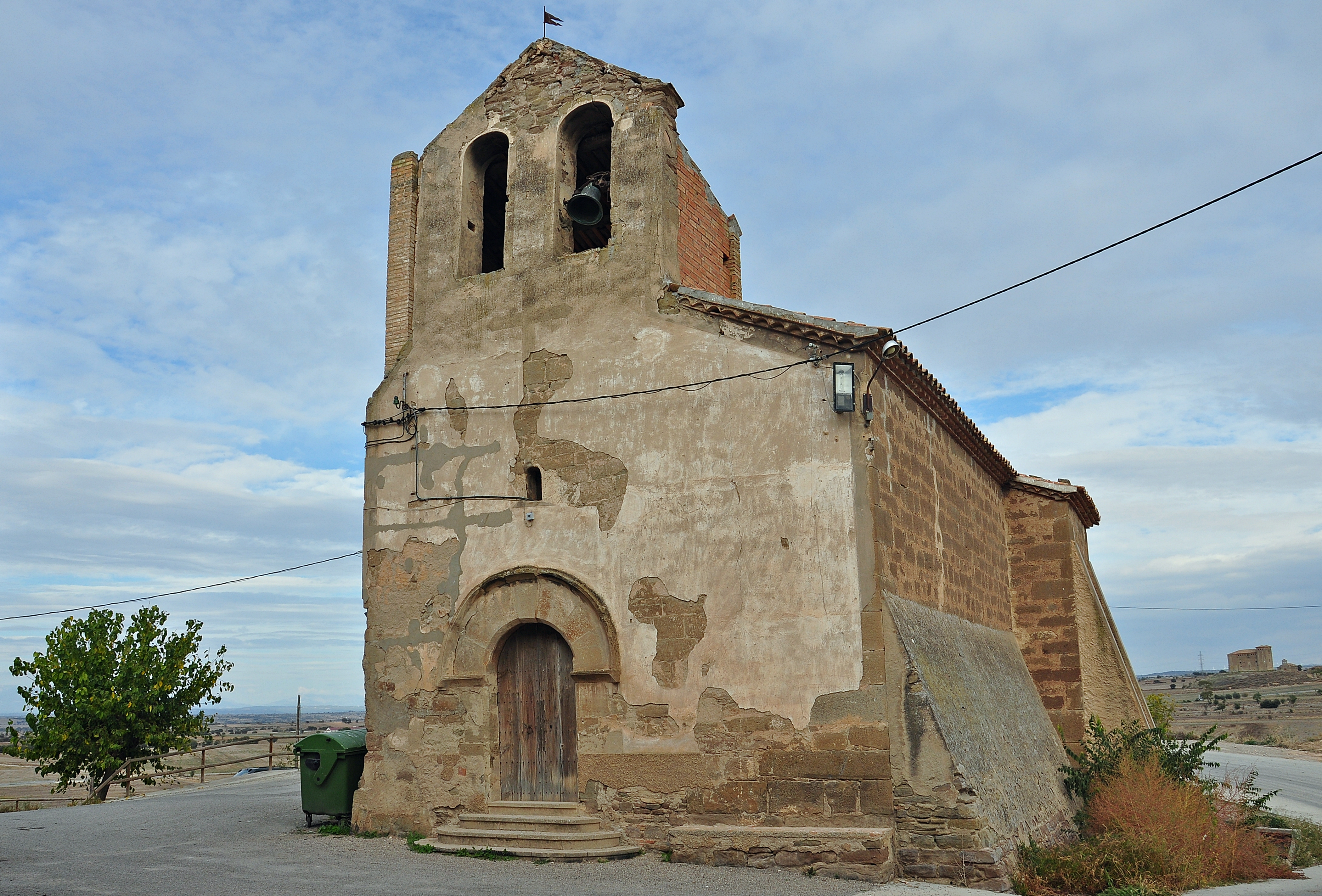
Kirche Mariä Himmelfahrt
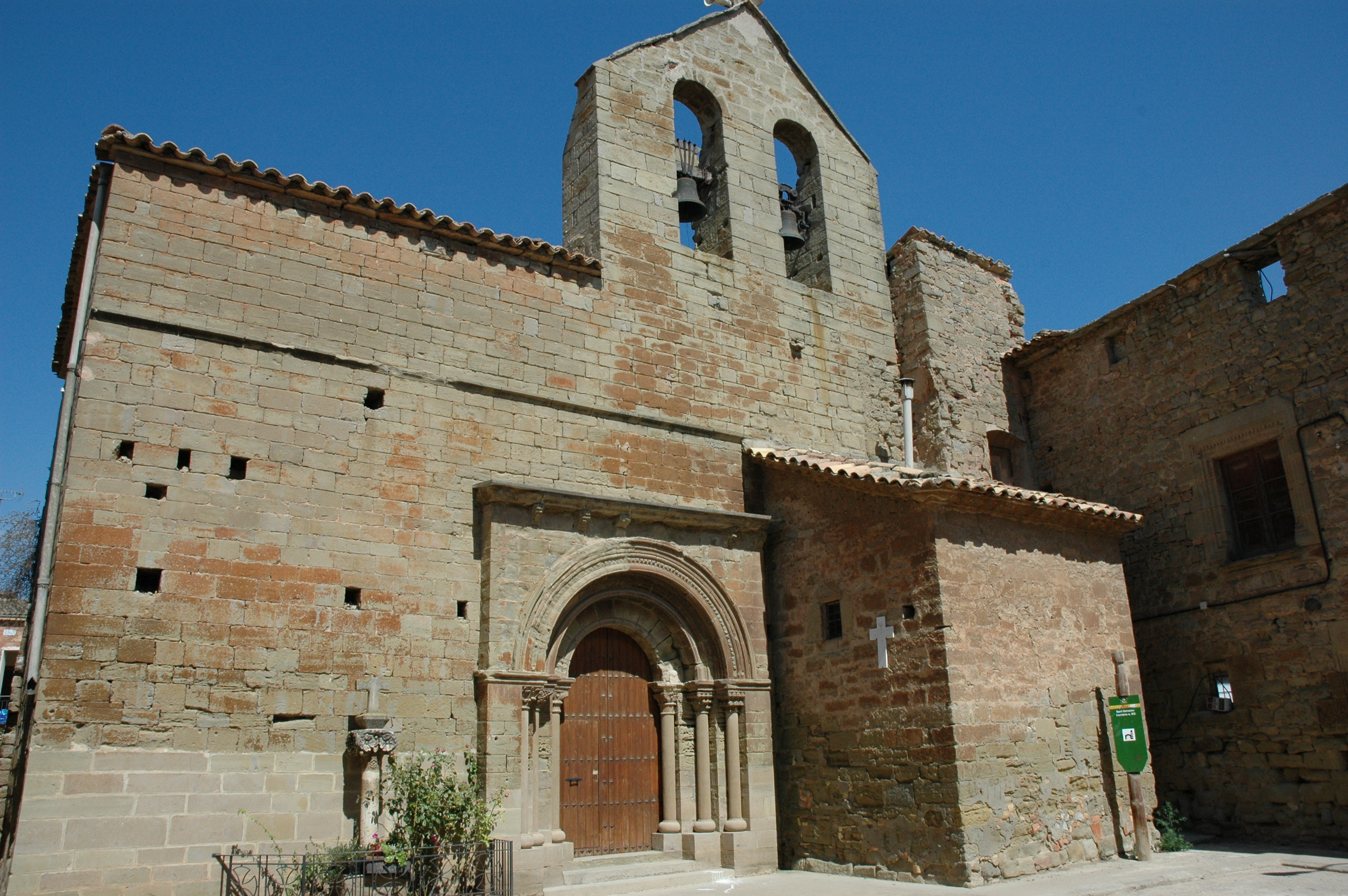
Salvatorkirche
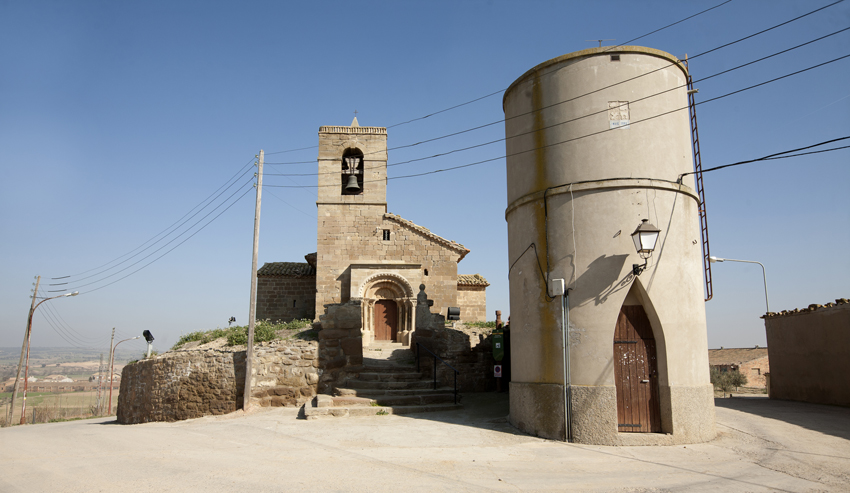
Stephanuskirche
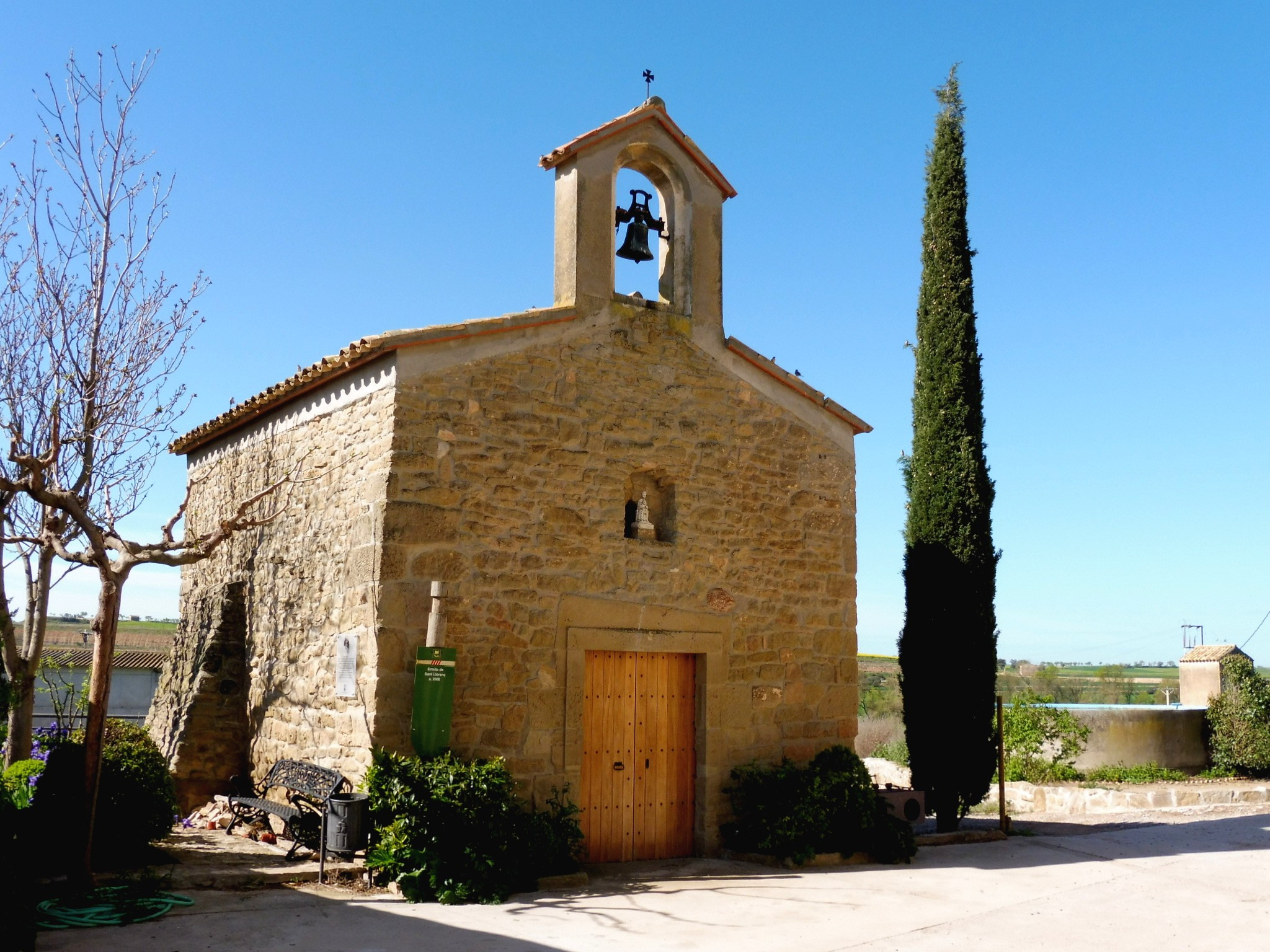
Laurentiuskapelle
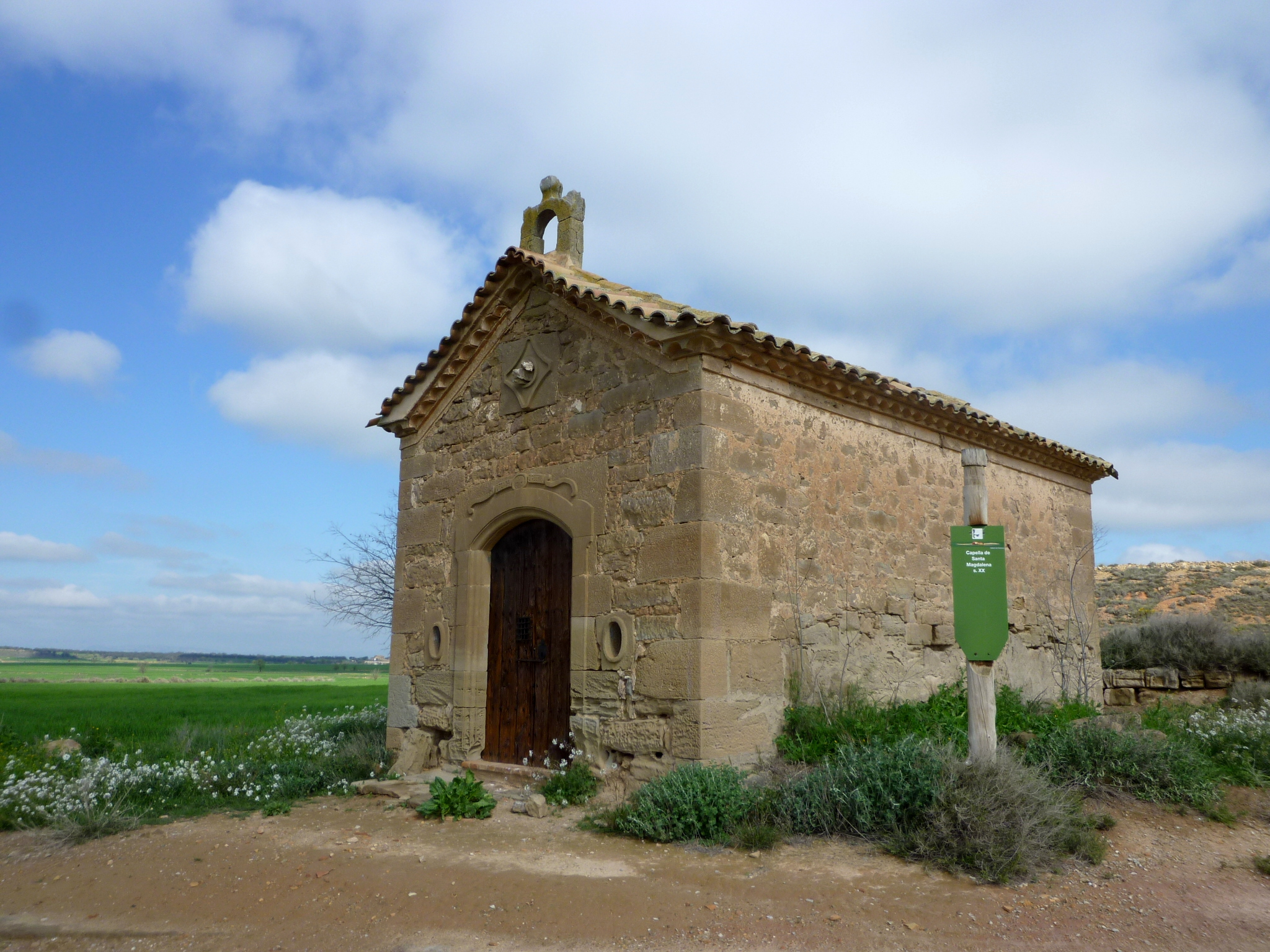
Magdalenenkapelle
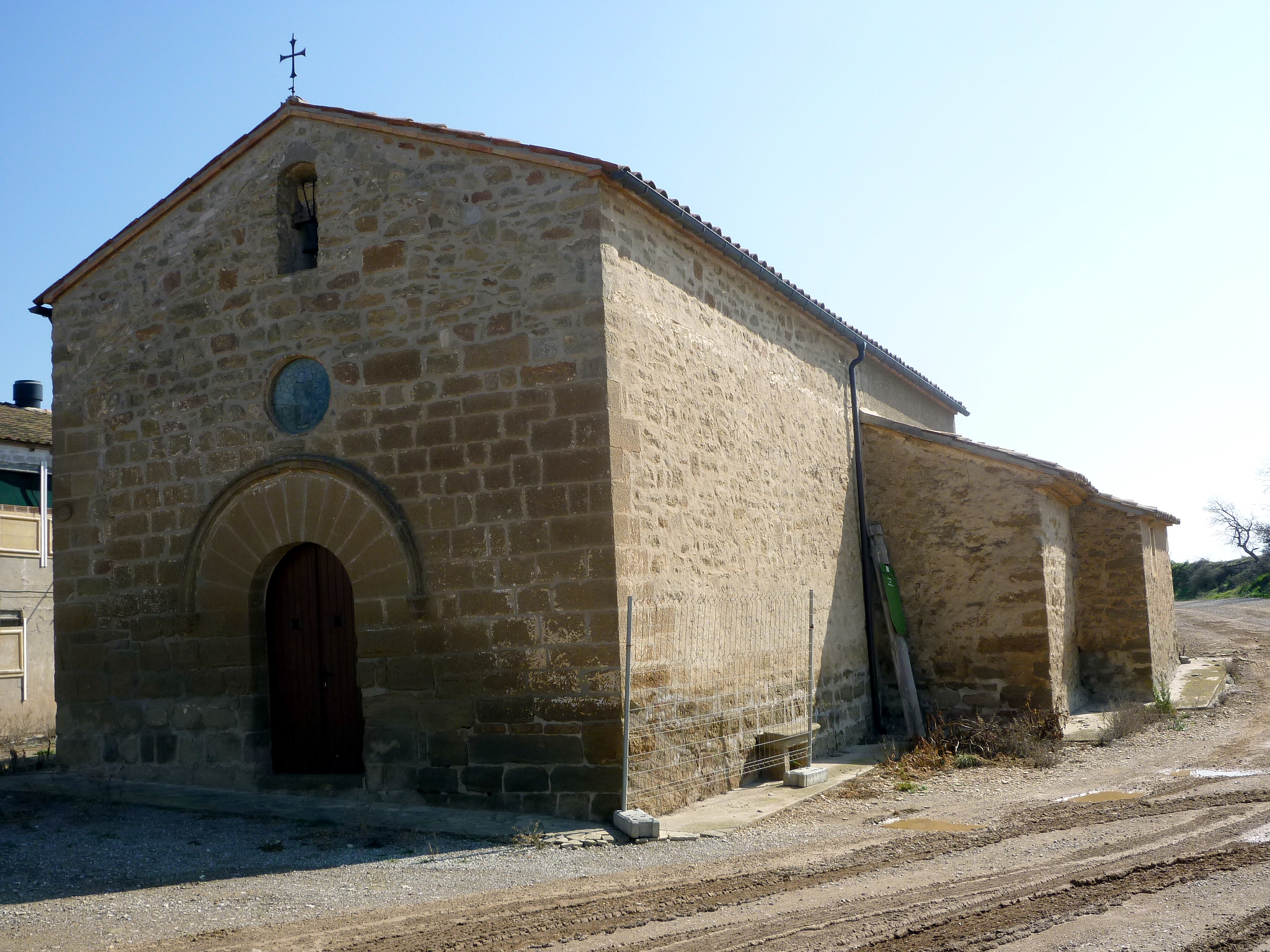
Marienkapelle
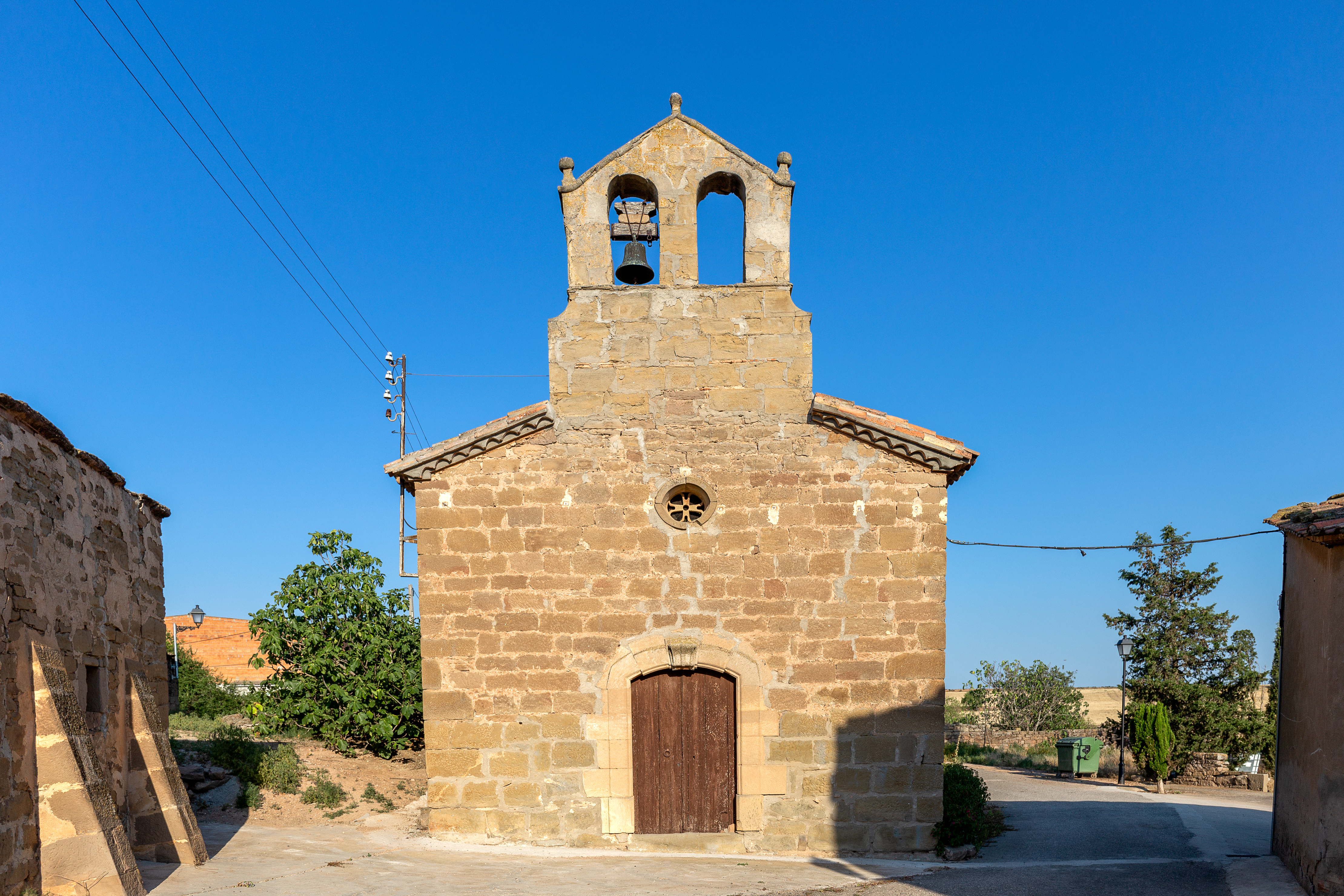
Peterskapelle
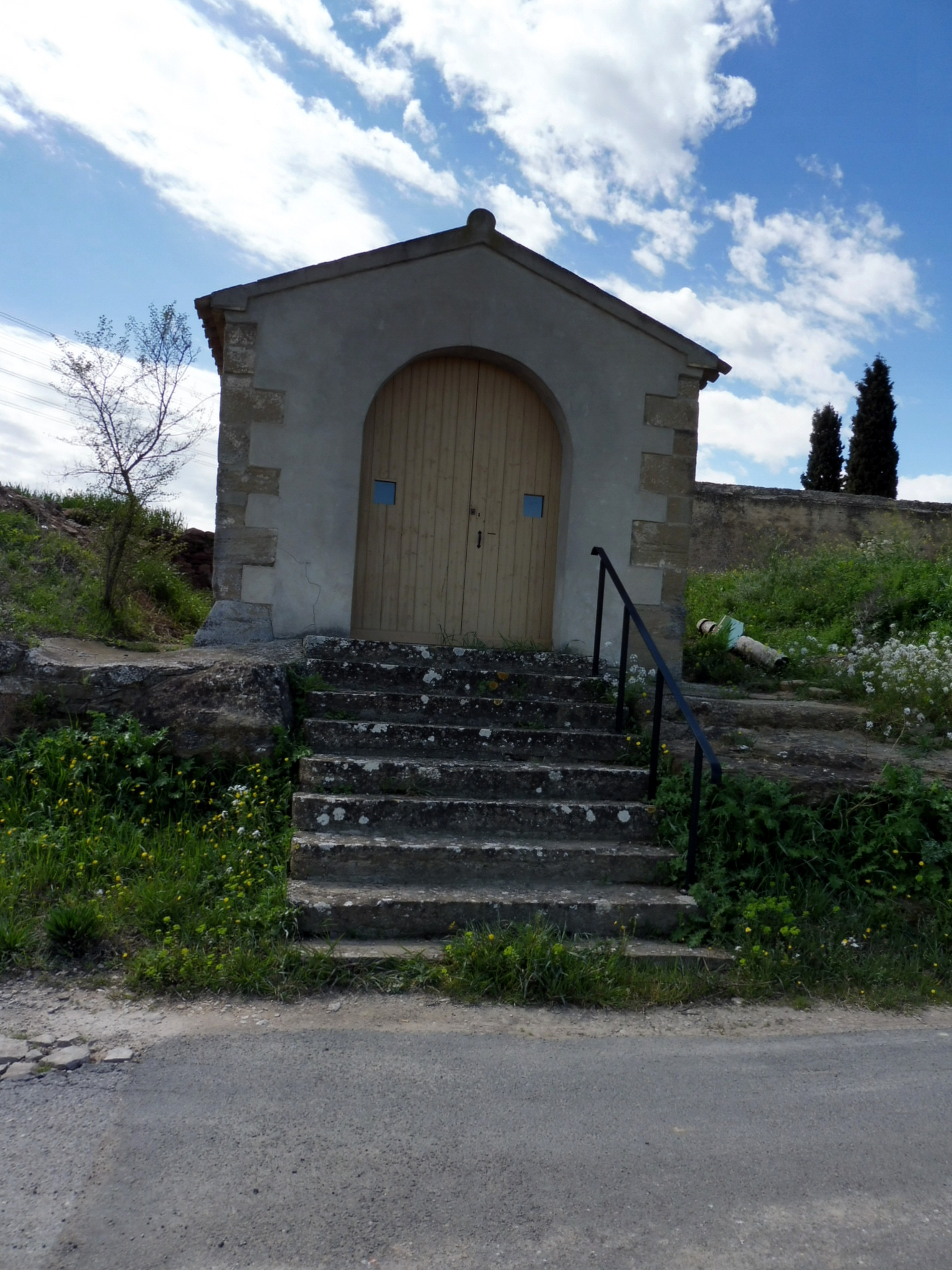
Rochuskapelle
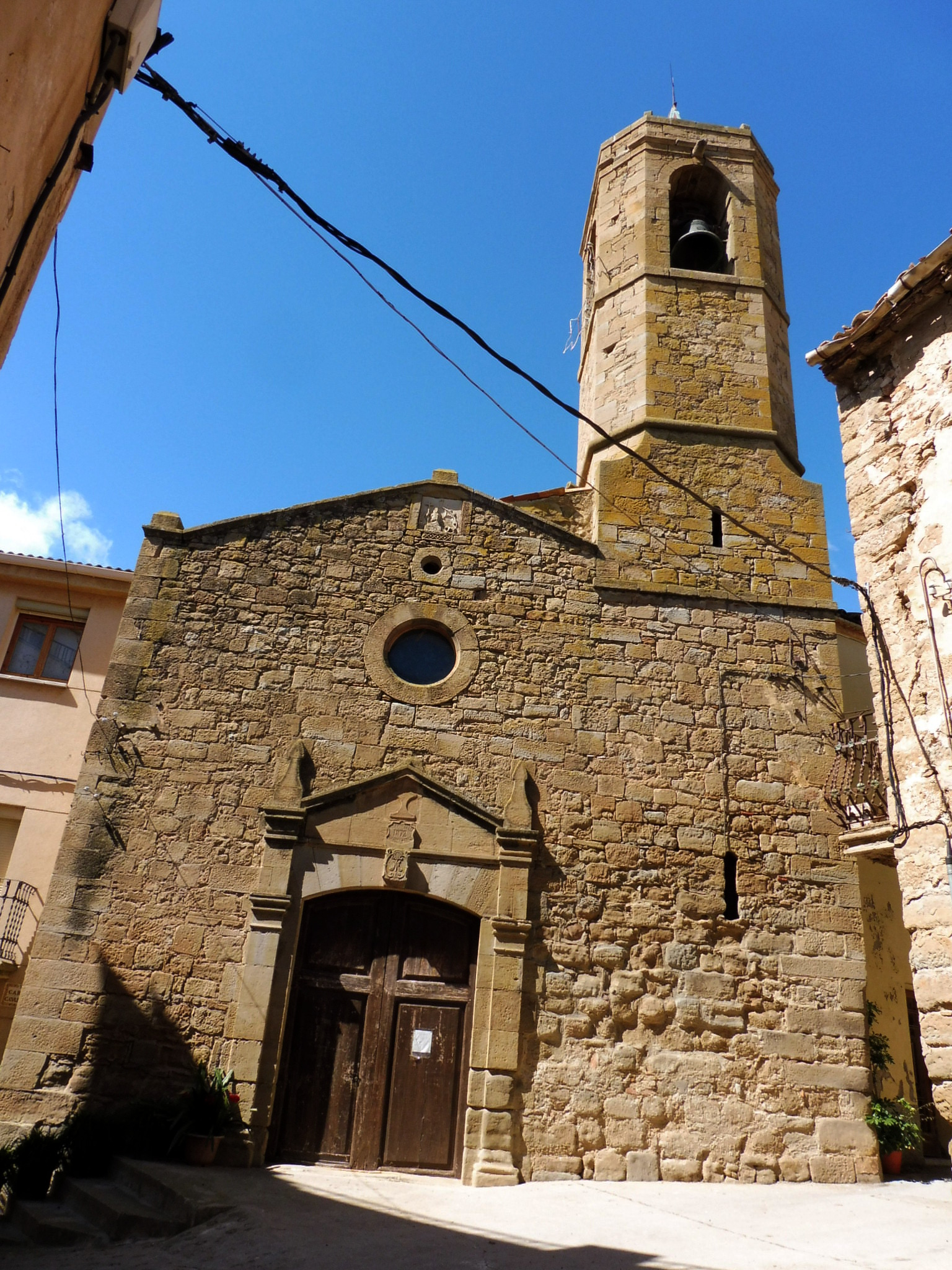
Salvatorkapelle
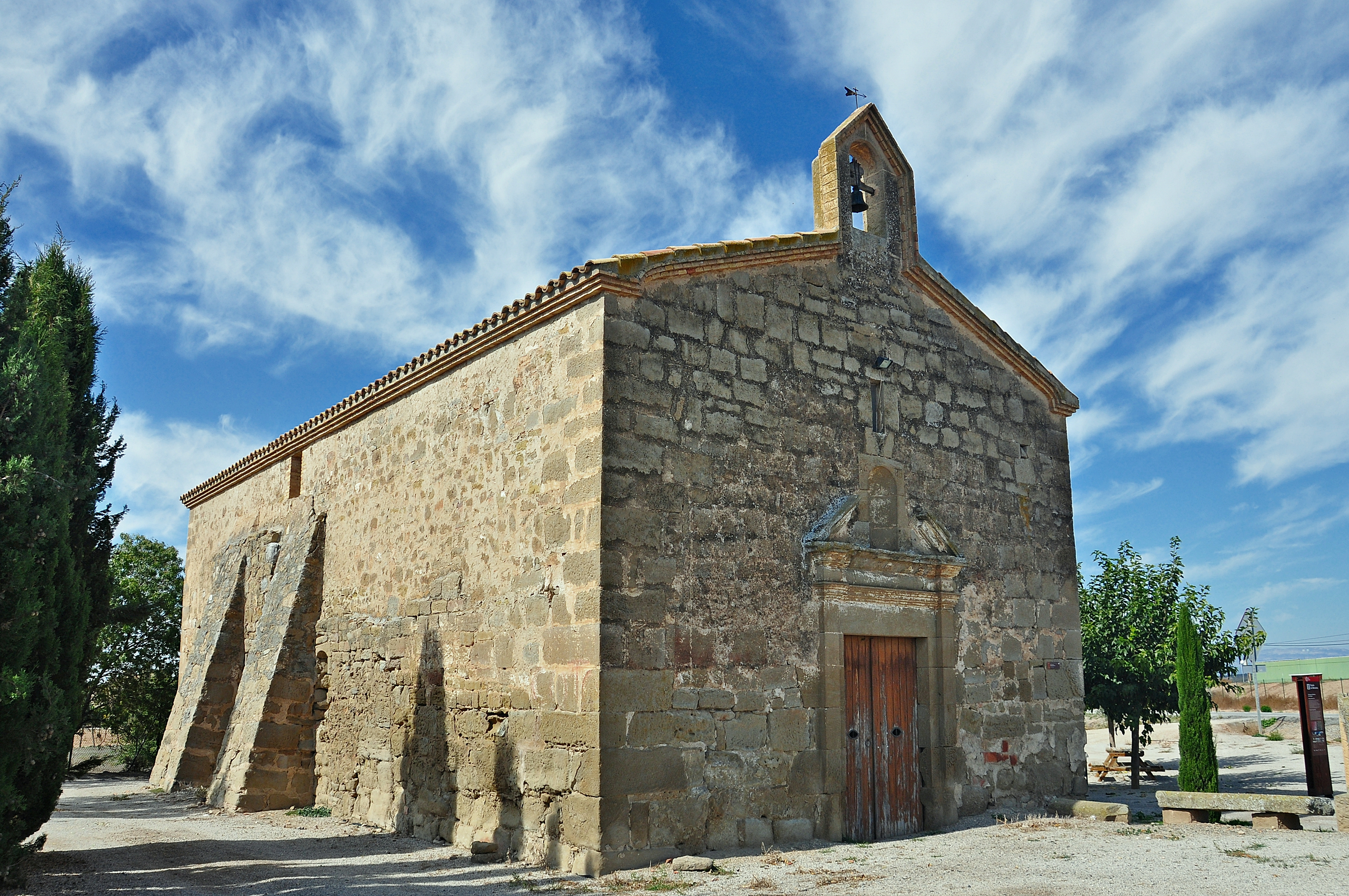
Vinzenzkapelle
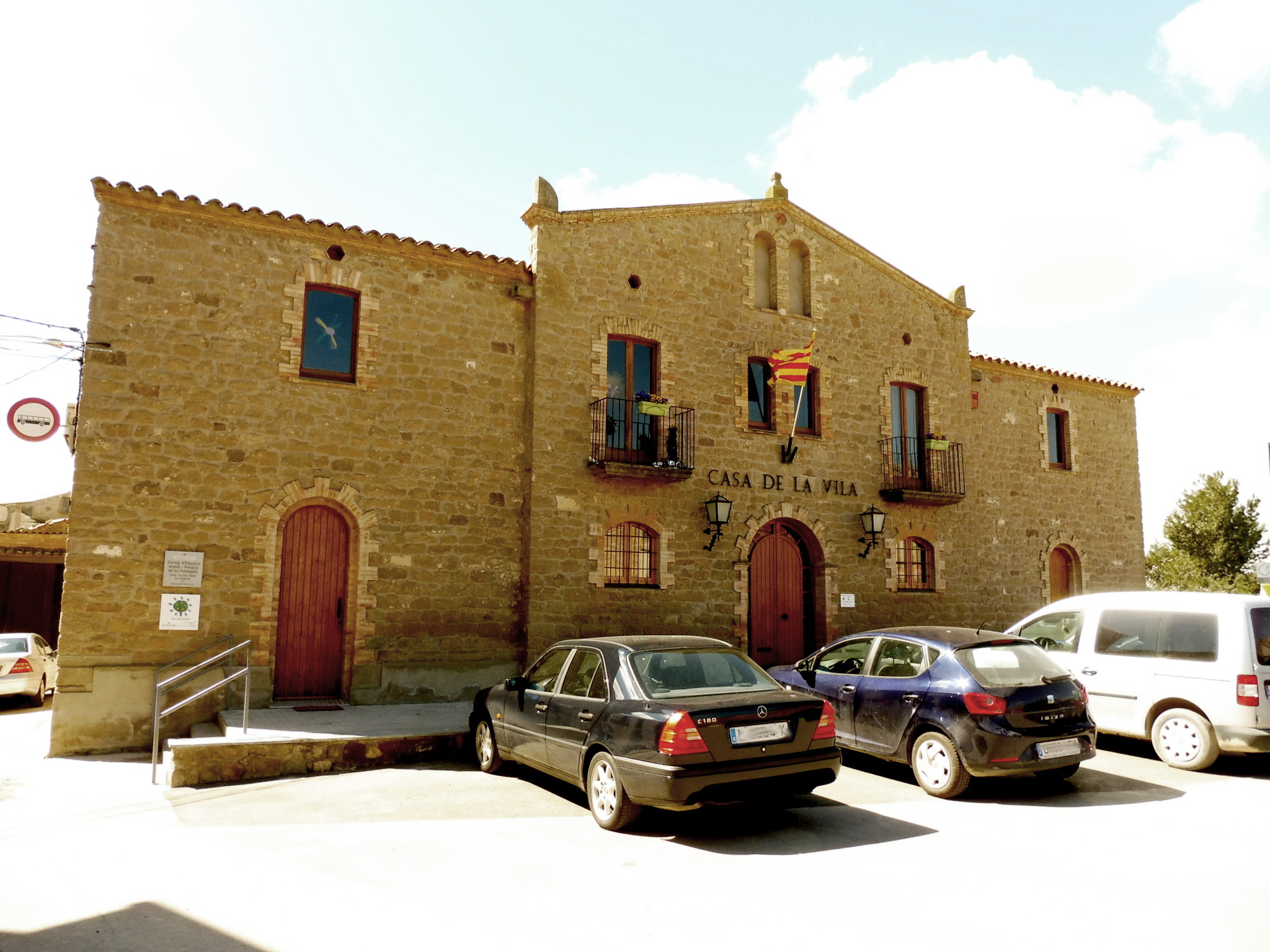
Rathaus